# Zygalski-bladen

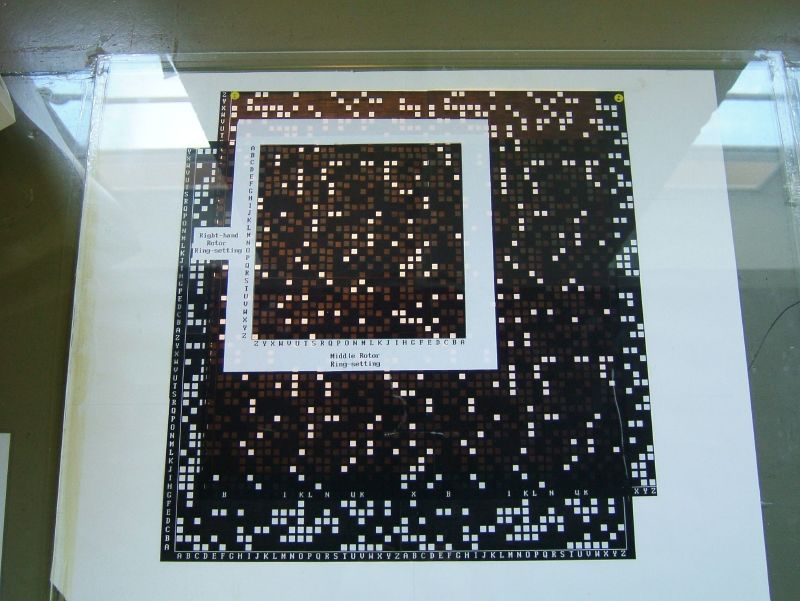
Zygalski-bladen.

De geperforeerde bladen die in de aanloop naar de Tweede Wereldoorlog door de Poolse cryptoloog van het Biuro Szyfrów, Henryk Zygalski ontwikkeld werden als hulpmiddel voor het breken van met de Enigma-codeermachine versleutelde berichten heten Zygalski-bladen.
De methode werkte door een aantal van deze bladen in verschillende posities over elkaar heen te leggen en er met een lamp onder te schijnen. Bij correcte positionering en bij afdoende versleuteld materiaal kon zodoende de oplossing ontdekt worden.
De bladen werden door de wiskundig-cryptologen met de hand vervaardigd, een arbeidsintensief proces; op 15 december 1938 was slechts 1/3 van de taak voltooid. Op deze datum introduceerden de Duitsers de vierde en vijfde rotors en vertienvoudigden daarmee het aantal benodigde bladen.
De bladen werden door het Poolse Biuro Szyfrów op de Pools-Frans-Britse conferentie van 24 juli tot 27 juli 1939 in Pyry, ten zuiden van Warschau overgedragen aan de geallieerden. Hierop werden ze verder ontwikkeld op Bletchley Park door John Jeffreys. Eind 1939 of begin 1940 werden de dan naar PC Bruno uitgeweken Poolse cryptologen voorzien van deze bladen. Mede hierdoor slaagden de Polen erin bijna dagelijks de Duitse versleutelingen te breken.